# Parcs nacionals de Suècia

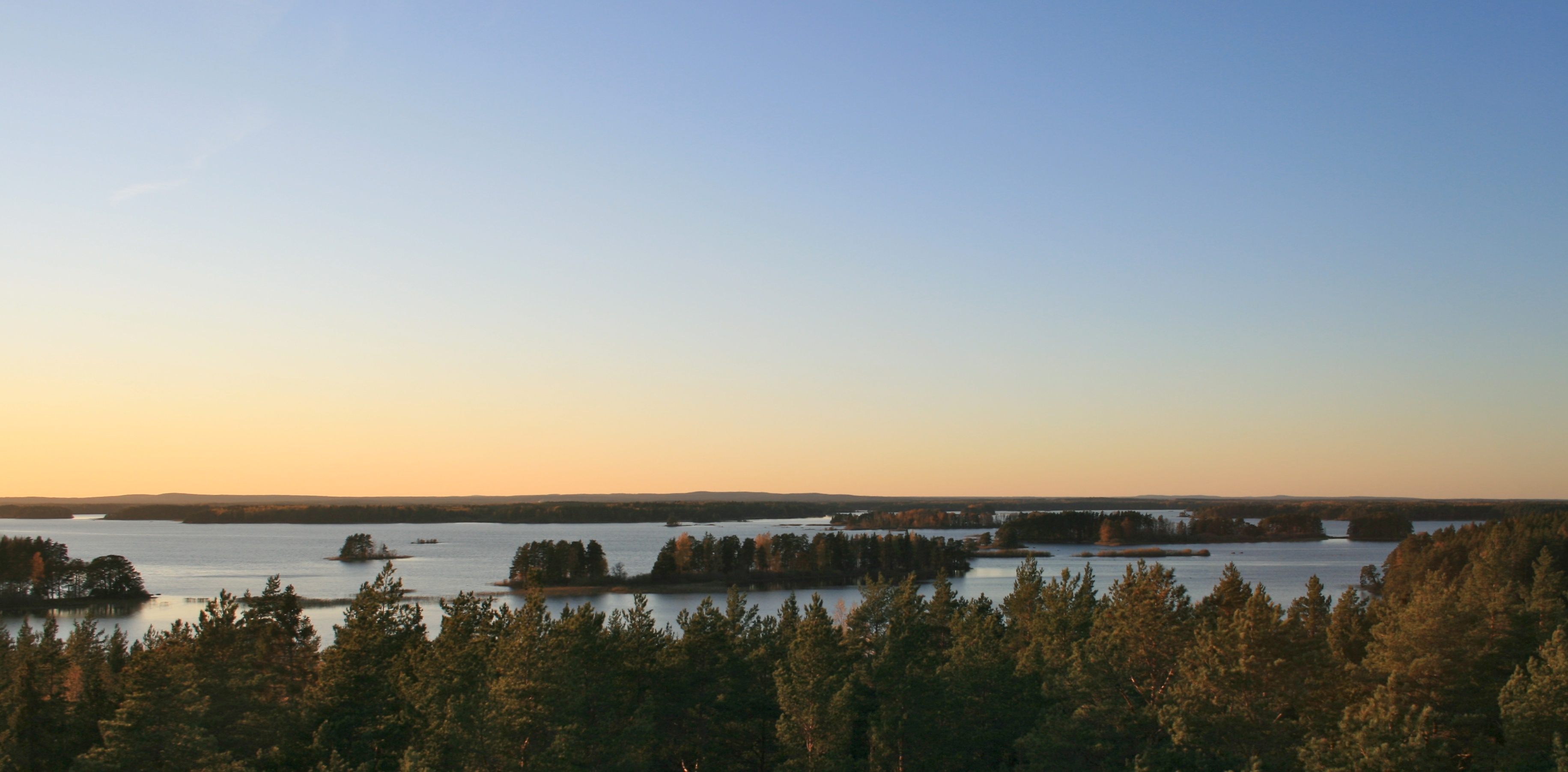
Foto del Parc nacional de Färnebofjärden.

Els parcs nacionals de Suècia són gestionats per l'Agència de Protecció Ambiental de Suècia (en suec: Naturvårdsverket, suec: Naturvårdsverket) i són propietat de l'Estat (excepte un, el de Tyresta, administrat per una fundació, la Stiftelsen Tyrestaskogen). L'objectiu del servei del parc nacional és la creació d'un sistema d'àrees protegides que representin les diferents regions naturals del país.
El 1909, Suècia es va convertir en el primer país d'Europa que va establir aquest tipus de parcs. Després de l'aprovació per part del Riksdag d'una llei sobre parcs nacionals es van obrir nou parcs: Abisko, Garphyttan, Hamra, Pieljekaise, Sarek, Great Falls, Sånfjället i part del d'Ängsö i Gotska Sandön. Això va tenir continuïtat amb l'establiment de set parcs més entre 1918 i 1962 i tretze entre 1982 i 2009. El darrer, el Parc Nacional de Kosterhavet, que és un parc marí. El novembre de 2013 hi havia 29 parcs nacionals a Suècia, amb una superfície total de 731.589 ha; sis més estan programats per obrir o ja estan oberts.
Segons l'EPA, els parcs nacionals suecs han de representar tipus de paisatges únics i estar ben protegits i al servei de la recerca, l'esbarjo i el turisme sense danyar la natura. El terreny de muntanya és el dominant i representa aproximadament el 90% de la superfície combinada dels parcs. Això és degut a les àmplies zones de muntanya dels grans parcs nacionals del nord: Sarek i Padjelanta cadascun amb gairebé 2000 km². Molts dels parcs septentrionals formen part de la regió de Lapònia, un dels espais suecs declarats Patrimoni de la Humanitat de la UNESCO, a causa del seu paisatge natural preservat i per ser la llar tradicional del poble sami, natius criadors de rens. En l'altre extrem del país, la coberta forestal meridional està representada pels parcs de Söderåsen, Dalby i Stenshuvud, que, en conjunt, comprenen solament uns 20 km². El Parc Nacional de Fulufjället és part de PA Parks, una xarxa fundada pel Fons Mundial per a la Naturalesa (WWF) que pretén proporcionar una millor conservació a llarg termini i la gestió turística dels parcs nacionals europeus.
Els parcs més grans són el de Padjelanta (1984 km²) i Sarek (1970 km²), que juntament amb el de Stora Sjöfallet (1234 km²) són els únics que superen els 1000 km² (solament vuit parc tenen més de 100 km²). Els més petits són Gävleborg (0,28 km²²), Dalby Söderskog (0,36 km²) i Garphyttan (1,11 km²).

## Llista dels Parcs nacionals de Suècia
| Imatge | Denominació                                                       | Comtat («län»)                | Província històrica («landskap») | Data                                 | Àrea (km²) |
| ------ | ----------------------------------------------------------------- | ----------------------------- | -------------------------------- | ------------------------------------ | ---------- |
|        | Parc Nacional d'Abisko                                            | Norrbotten                    | Lappland                         | 28 d'abril de 1909                   | 77         |
|        | Parc Nacional d'Ängsö                                             | Estocolm                      | Uppland                          | 28 d'abril de 1909 (ampliat el 1988) | 1,68       |
|        | Parc Nacional de Pieljekaise                                      | Norrbotten                    | Lappland                         | 28 d'abril de 1909                   | 154,3      |
|        | Parc Nacional de Hamra                                            | Gävleborg                     | Gästrikland                      | 28 d'abril de 1909                   | 0,28       |
|        | Parc Nacional de Sarek                                            | Norrbotten                    | Lappland                         | 28 d'abril de 1909                   | 1970       |
|        | Parc Nacional de Stora Sjöfallet                                  | Norrbotten                    | Lappland                         | 28 d'abril de 1909                   | 1278       |
|        | Parc Nacional de Sånfjället                                       | Jämtland                      | Härjedalen                       | 28 d'abril de 1909                   | 103        |
|        | Parc Nacional de Gotska Sandön                                    | Gotland                       | Gotland                          | 28 d'abril de 1909                   | 44,9       |
|        | Parc Nacional de Garphyttan                                       | Örebro                        | Närke                            | 28 d'abril de 1909                   | 1,11       |
|        | Parc Nacional de Dalby Söderskog                                  | Escània                       | Escània                          | 1918                                 | 0,36       |
|        | Parc Nacional de Vadvetjåkka                                      | Norrbotten                    | Lappland                         | 1920                                 | 26,3       |
|        | Parc Nacional de Blå Jungfrun                                     | Kalmar                        | Öland                            | 1926                                 | 1,98       |
|        | Parc Nacional de Norra Kvill                                      | Kalmar                        | Småland                          | 1927                                 | 1,14       |
|        | Parc Nacional de Töfsingdalen                                     | Dalarna                       | Dalarna                          | 1930                                 | 16,15      |
|        | Parc Nacional de Muddus                                           | Norrbotten                    | Lappland                         | 1942 (ampliat el 1984)               | 493,4      |
|        | Parc Nacional de Padjelanta                                       | Norrbotten                    | Lappland                         | 1962                                 | 1984       |
|        | Parc Nacional de Store Mosse                                      | Jönköping                     | Småland                          | 1982                                 | 78,5       |
|        | Parc Nacional de Tiveden                                          | Örebro Västra Götaland        | Västergötland                    | 1983                                 | 13,5       |
|        | Parc Nacional de Skuleskogen                                      | Västernorrland                | Ångermanland                     | 1984 (ampliat el 1984)               | 23,6       |
|        | Parc Nacional de Stenshuvud Arxivat 2006-02-08 a Wayback Machine. | Escània                       | Escània                          | 1986                                 | 3,9        |
|        | Parc Nacional de Björnlandet                                      | Västernorrland                | Lappland                         | 1991                                 | 11         |
|        | Parc Nacional de Djurö                                            | Västra Götaland               | Västergötland                    | 1991                                 | 24         |
|        | Parc Nacional de Tyresta                                          | Estocolm                      | Södermanland                     | 1993                                 | 20         |
|        | Parc Nacional de Haparanda Skärgård                               | Norrbotten                    | Norrbotten                       | 1995                                 | 60         |
|        | Parc Nacional de Tresticklan                                      | Västra Götaland               | Dalsland                         | 1996                                 | 28,97      |
|        | Parc Nacional de Färnebofjärden                                   | Dalarna Gävleborg Västmanland |                                  | 1998                                 | 101        |
|        | Parc Nacional de Söderåsen                                        | Escània                       | Escània                          | 2001                                 | 16,25      |
|        | Parc Nacional de Fulufjället                                      | Dalarna                       | Dalarna                          | 2002                                 | 385        |
|        | Parc Nacional de Kosterhavet                                      | Västra Götaland               |                                  | 2009                                 | 388,78     |